# Fergie
Stacy Ann Ferguson (Whittitier, Kalifornija, 27. ožujka 1975.), poznatija kao Fergie, je američka pop /r&b pjevačica i glumica. Najprije je bila u sastavu grupe Wild Orchid, a 2003. postaje članom grupe Black Eyed Peas. Svoj solo album The Dutchess izdala je u rujnu 2006.

## Životopis
Stacy Ann Ferguson, poznatija kao Fergie rođena je 27. ožujka 1975. godine u gradiću Whittitier u Kaliforniji.
Njezini roditelji Pat i Terry potjecali su iz siromašnih obitelji. Fergie nije imala sretno djetinjstvo. Već s osam godina malena Stacy uplovila je u glumačke vode. Dobila je ulogu u dječjem američkom showu "Kids Incorporated". Kasnije je nastupala u još nekoliko emisija, a s Renee Sandstorm, zvijezdom showa Kids Incorporated i sa Stefanie Ridel osniva glazbeni sastav Wild Orchid. Godine 2003. postala je članicom glazbenog sastava Black Eyed Peas, gdje zauzima mjesto Kim Hill, koja je napustila sastav 2000. godine.
Prvi album Elephunk s novom članicom Fergie, sastav Black Eyed Peas snima odmah nakon njezina ulaska u grupu, 2003. godine. Hit pod nazivom "Where is the Love?" koji je sastav snimio u suradnji s Justinom Timberlakeom nalazi se na albumu Elephunk.
Prvi singl s njihovog sljedećeg albuma Monkey Business, koji je izdat u lipnju 2005., "Don't Phunk with My Heart" je dostigao treće mjesto na Billboardu Hot 100, i donio je bendu Grammy za najbolju rap izvedbu od dua ili grupe. Treći singl s albuma, "My Humps" je također dostigao treću poziciju na Hot 100. U jesen 2005. grupa je krenula na turneju s Gwen Stefani. 
Fergie 18. rujna 2006. godine izdaje prvi samostalni album pod nazivom The Dutchess. "London Bridge", "Fergalicious", "Glamorous", "Clumsy" i "Big Girls Don't Cry" su singlovi s Ferginog samostalnog albuma. Svih pet singlova su se plasirali u top 5 Billboarda Hot 100. 18. studenog 2007. Fergie je osvojila Američku glazbenu nagradu u kategoriji "Omiljena pop/rock izvođačica". Njena pjesma "Big Girls Don't Cry" je bila nominirana za Grammy u kategoriji "Najbolja ženska pop izvedba". U prosincu 2007. magazin Blender je proglasio Fergie ženom godine. 2007. Black Eyed Peasi su krenuli na Black Blue & You World Tour, na kojoj su posjetili 20 zemalja.
The Black Eyed Peasi su izdali singl "Boom Boom Pow" s albuma The E.N.D. krajem ožujka 2009. i on je postao njihov prvi singl na prvom mjestu američke ljestvice singlova. Drugi singl s albuma "I Gotta Feeling" je imao još veći uspjeh na glazbenim ljestvicama. Treći singl s albuma, "Meet Me Halfway" je izdat u rujnu 2009. Singl je dostigao vrh ljestvica u Ujedinjenom Kraljevstvu te Australiji, a plasirao se na sedmo mjesto Billboarda Hot 100. "Imma Be" je postao njihov treći singl na prvom mjestu Hot 100, dok je "Rock That Body" plasirao na deveto mjesto Billboarda Hot 100. U svibnju 2010. lansirala je svoj prvi parfem Outspoken za Avon. Šesti studijski album Black Eyed Peasa The Beginning je izdat 30. studenog 2010. i četvrti je album grupe na kojem pjeva Fergie. Prvi singl s albuma "The Time (Dirty Bit)" se plasirao na vrh lista u nekoliko zemalja, kao i drugi singl "Just Can't Get Enough".
Fergie je od rujna 2004. godine u vezi s Joshom Duhamelom, zvijezdom TV showa "Las Vegas", a od 2009. godine su u braku.

## Diskografija
- The Dutchess (2006.)

Diskografija s Black Eyed Peas
- Elephunk (2003.)
- Monkey Business (2005.)
- The E.N.D. (2009.)
- The Beginning (2011.)